# Baicalia jentteriana
Baicalia jentteriana е вид коремоного от семейство Baicaliidae.

## Разпространение
Видът е разпространен в Русия (Бурятия).